# Соекирдсі
Соекирдсі (ест. Soekõrdsi), також Соекиртсі (ест. Soekõrtsi) — село в Естонії, входить до складу волості Риуге, повіту Вирумаа.